# 15203 Grishanin
15203 Grishanin (1978 SS6) là một tiểu hành tinh vành đai chính được phát hiện ngày 16 tháng 9 năm 1978 bởi L. V. Zhuravleva ở Đài vật lý thiên văn Crimean.